# Karol Franciszek Gwoździewicz
Karol Franciszek Gwoździewicz (ur. 17 października 1924 w Andrychowie, zm. 13 listopada 2015 w Andrychowie) – działacz podziemia niepodległościowego.

## Życiorys
Karol Franciszek Gwoździewicz urodził się 17 października 1924 r. w Andrychowie w rodzinie z tradycjami patriotycznymi, ojciec Jan Gwoździewicz był podoficerem w Legionach Polskich brał udział w wojnie polsko-bolszewickiej.
W 1941 r. został skierowany do prac przymusowych w Bielsku-Białej jako kominiarz. Pracował z P. Kusym, przez którego został zaprzysiężony w Związku Walki Zbrojnej pod pseudonimem ,,Bajan''. W 1943 r. został aresztowany przez Gestapo w Bielsku-Białej. Udało mu się uniknąć wysłania do Oświęcimia, pracował w wywiadzie AK do końca wojny. W 1945 r. rozpoczął naukę i zdał maturę w Śląskich Technicznych Zakładach Naukowych w Katowicach. Po zakończeniu edukacji podjął pracę w Rejonowym Urzędzie Telekomunikacyjnym w Katowicach, w którym z czasem objął stanowisko kierownicze, mimo iż nigdy nie należał do PZPR. Przeszedł na emeryturę w 1982 r.
W 1946 r., by podjąć walkę opozycyjną przeciw komunistom, wstąpił do PSL Stanisława Mikołajczyka. Po wprowadzeniu stanu wojennego współpracował z ukrywającymi się członkami „Solidarności” z Regionu Śląsko-Dąbrowskiego. W styczniu 1982 r. rozpracował oficerów SB, działających w Górnośląskim Okręgu Przemysłowym. W 1985 r. nawiązał współpracę pomiędzy organizacją „Solidarity with Solidarity” z Londynu (T. Jarzembowski, ps. Tadeusz Jarski) a strukturami śląskiego podziemia. Kolporter prasy podziemnej na Śląsku i w Małopolsce. Prowadził tzw. skrzynkę kontaktową „Solidarności Walczącej”, a także „Polskiej Partii Niepodległościowej” oraz był członkiem komórki wywiadu i analiz. Ukrywał w swoim domu w Andrychowie poszukiwaną listem gończym Jadwigę Chmielowską.
Jego synem jest Karol Antoni Gwoździewicz.
Zmarł 13 listopada 2015 r. w Andrychowie, gdzie została pochowany na cmentarzu komunalnym.

## Odznaczenia
- Krzyż Oficerski Orderu Odrodzenia Polski - 2009[1]

- Krzyż Wolności i Solidarności - 2017 (pośmiertnie)[2]